# Turquie aux Jeux olympiques d'hiver de 2002
LaTurquie participe aux Jeux olympiques d'hiver de 2002 à Salt Lake City
La Turquie est représentée par trois athlètes durant ces Jeux en ski alpin et en ski de fond.

## Médailles
|         | Médaille d'or | Médaille d'argent | Médaille de bronze | Total |
| ------- | ------------- | ----------------- | ------------------ | ----- |
| Turquie | 0             | 0                 | 0                  | 0     |